# Symphysanodon pitondelafournaisei
Espèce
Symphysanodon pitondelafournaisei, communément appelé Colas de La Réunion, est une espèce de poissons abyssaux appartenant à la famille des Symphysanodontidae. Il est nommé d'après le Piton de la Fournaise, le volcan de La Réunion dont l'éruption de 2007 a permis sa découverte.

## Description
Il s'agit d'un poisson pélagique abyssal des eaux tropicales de La Réunion, le seul endroit où sa présence a été rapportée (grâce au projet Biolave). Découvert en 2007 et décrit en 2009, son mode de vie et ses caractéristiques biologiques sont inconnus : les spécimens collectés sont remontés des grandes profondeurs auxquelles ils vivent sous l'effet de l'éruption du volcan qui leur a donné son nom,. Il atteint 10 cm de longueur.

## Publication originale
- Jean-Claude Quéro, Jérôme Spitz et Jean-Jacques Vayne, « Symphysanodon pitondelafournaisei : une nouvelle espèce de Symphysanodontidae (Perciformes) de l’île de La Réunion (France, océan Indien) », Cybium, Muséum national d'histoire naturelle, vol. 33, no 1,‎ 2009, p. 73-77 (ISSN 0399-0974 et 2101-0315, lire en ligne).